# 4030-as busz

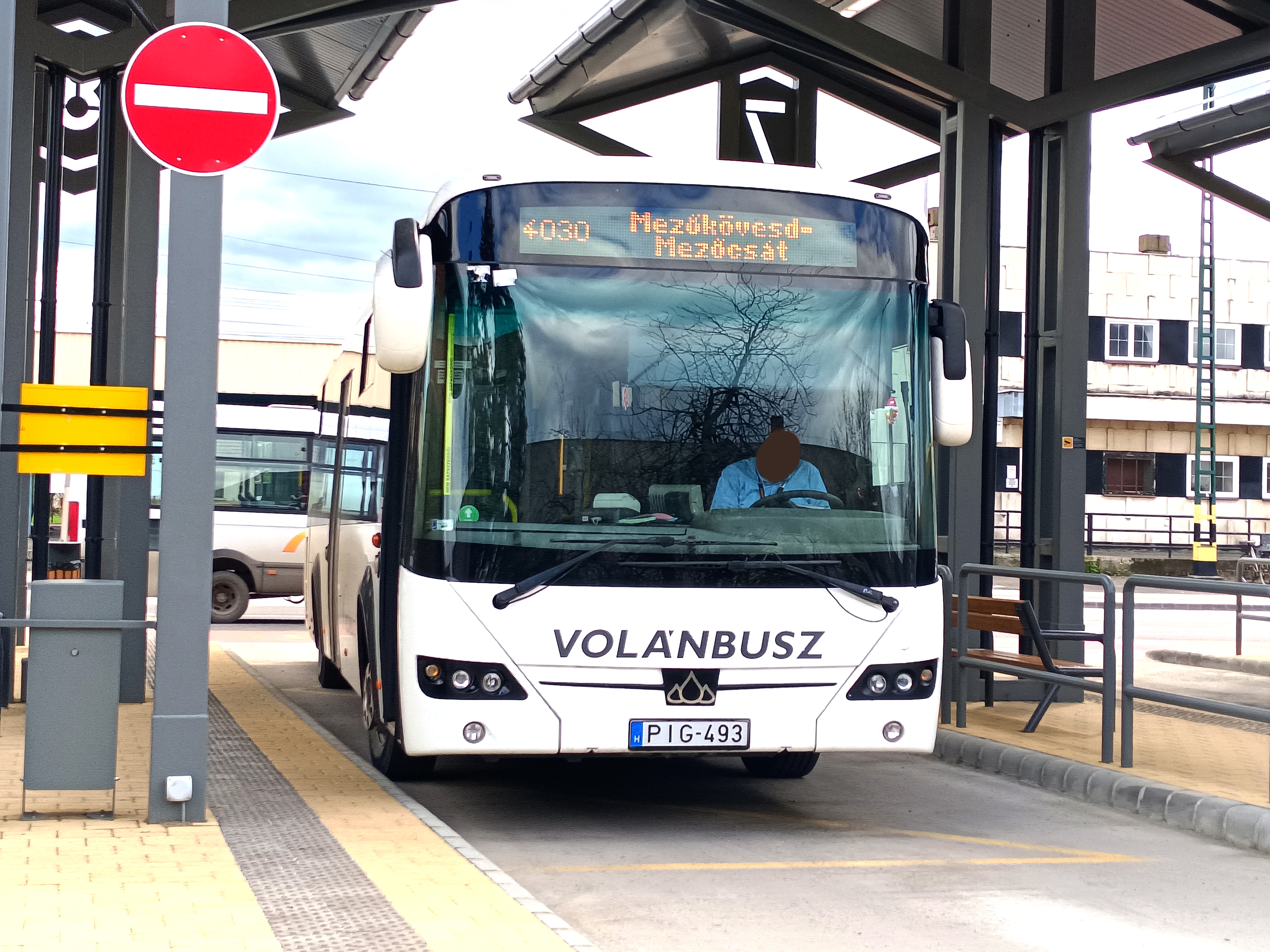
Az egyik Mezőkövesden végállomásozó járat

A 4030-as jelzésű autóbuszvonal egy Mezőkövesd és Mezőcsát között közlekedő helyközi járat, amelyet a Volánbusz Zrt. üzemeltet Mezőkeresztesen és Gelejen keresztül.

## Útvonala
Mezőkövesd autóbusz-állomásáról indul. A Széchenyi, majd a Mátyás király utakon hagyja el a várost Miskolc irányába. A 3-as főútra való térése után Mezőnyárád határáig azon marad, amikor is az indítások kisebbik része csatlakozást biztosít a Mezőkeresztes-Mezőnyárád vasútállomáson. Következő település Mezőkeresztes, ahol a belvárosában haladva a templomtól néhány járat a Szentistváni utca megállóig is kitérést tesz. Az M3-as autópálya keresztezése után Mezőnagymihály található, aztán Gelej, majd a tőle 10 kilométerre fekvő végállomás, Mezőcsát.
Ellentétes irányban útvonala változatlan, nagy részben tanítási napokon való indításai vannak, ezek mindegyike biztosít vasúti csatlakozást Mezőkövesden, ugyanis a vasútállomás mellett 2023 óta üzemelő autóbusz-állomásról indulnak és oda is érkeznek.

## Közlekedése
| Indulási helyszín              | Érkezési helyszín     | Indításszáma    | Közlekedése      |
| ------------------------------ | --------------------- | --------------- | ---------------- |
| Mezőkövesd, aut. áll.          | Mezőkeresztes, bolt   | 1 pár           | tanítási napokon |
| Mezőkövesd, aut. áll.          | Gelej, kh.            | 2 pár           | tanítási napokon |
| Mezőkövesd, aut. áll.          | Gelej, kh.            | 2 oda, 1 vissza | munkanapokon     |
| Mezőkövesd, aut. áll.          | Mezőcsát, aut. vt.    | 7 oda, 8 vissza | munkanapokon     |
| Mezőkövesd, aut. áll.          | Mezőcsát, aut. vt.    | 5 pár           | hétvégéken       |
| Mezőkövesd, Mátyás király út   | Gelej, kh.            | 1 oda           | tanítási napokon |
| Mezőkeresztes, Szentistváni u. | Mezőkövesd, aut. áll. | 1 oda           | tanítási napokon |

## Megállóhelyei
| 0                                                               | Mezőkövesd, autóbusz-állomás végállomás             | 0.0 km  | 1, 2B, 3 1344, 1375, 1377, 1426, 1427, 1428, 1447, 1448, 1468 3406, 3416, 3418, 3419, 3749, 4001, 4006, 4007, 4008, 4010, 4014, 4015, 4016, 4017, 4019, 4023, 4026, 4157 Mezőkövesd [80.]     |
| 1                                                               | Mezőkövesd, Széchenyi utca                          | 0.8 km  | 1, 2B, 3 1344, 1375, 1377, 1426, 1427, 1428, 1447, 1448, 1468 3406, 3416, 3418, 3419, 3749, 4001, 4006, 4007, 4008, 4009, 4010, 4011, 4014, 4015, 4016, 4017, 4019, 4023, 4026, 4157          |
| 2                                                               | Mezőkövesd, SZTK rendelőintézet                     | 1.4 km  | 1, 2, 2B, 3 1344, 1375, 1377, 1426, 1427, 1428, 1447, 1448, 1468 3406, 3416, 3418, 3419, 3749, 4001, 4006, 4007, 4008, 4009, 4010, 4011, 4013, 4014, 4015, 4016, 4017, 4019, 4023, 4026, 4157 |
| 3                                                               | Mezőkövesd, Mátyás király út vonalközi végállomás   | 1.7 km  | 1, 2, 2B, 3 1050, 1375, 1376, 1377, 1380, 1381 3416, 3746, 3749, 4001, 4006, 4007, 4008, 4009, 4013, 4017, 4018, 4019, 4021, 4022, 4023, 4026                                                 |
| 4                                                               | Mezőkövesd, Szent László tér                        | 2.0 km  | 1, 2, 2B, 3 1050, 1377, 1380, 1381 3416, 3746, 3749, 4001, 4006, 4007, 4008, 4009, 4013, 4017, 4018, 4019, 4021, 4022, 4023, 4026                                                             |
| 5                                                               | Mezőkövesd, gimnázium                               | 2.5 km  | 1, 2, 2B, 3 1050, 1375, 1376, 1377, 1380, 1381 3416, 3746, 3749, 4001, 4006, 4007, 4008, 4009, 4013, 4017, 4018, 4019, 4021, 4022, 4023, 4026                                                 |
| 6                                                               | Mezőkövesd, transzformátor állomás                  | 4.2 km  | 1377, 1381 3746, 3749, 4001, 4006, 4007, 4008, 4009, 4021, 4022, 4026 |
| 7                                                               | Klementina bejárati út                              | 6.8 km  | 1377, 1381 3746, 3749, 4001, 4006, 4007, 4008, 4009, 4021, 4022, 4026 |
| 8                                                               | Tardi elágazás                                      | 8.0 km  | 1377, 1381 3746, 3749, 4001, 4006, 4007, 4008, 4009, 4021, 4022, 4026 |
| 9                                                               | Mezőnyárád, temető                                  | 11.0 km | 1050, 1377, 1381 3746, 3747, 3749, 4006, 4007, 4008, 4009, 4019, 4021, 4022, 4026 |
| Tanítási napokon 7; tanszünetben munkanapokon 4 indítás érinti. |                                                     |         | |
| ∫                                                               | Mezőkeresztes-Mezőnyárád vasútállomás               | ∫       | 3747, 4006, 4007, 4008, 4009, 4021, 4028 Mezőkeresztes-Mezőnyárád [80.] |
| 10                                                              | Mezőkeresztes, lakótelep                            | 12.4 km | 3747, 4008, 4009, 4019, 4021, 4026, 4028 |
| 11                                                              | Mezőkeresztes, malom                                | 13.6 km | 3747, 4008, 4009, 4019, 4021, 4026, 4028 |
| 12                                                              | Mezőkeresztes, autóbusz-váróterem                   | 14.3 km | 3747, 4008, 4009, 4019, 4021, 4026, 4028 |
| 13                                                              | Mezőkeresztes, templom                              | 14.7 km | 3747, 4008, 4009, 4019, 4021, 4026, 4028 |
| Tanítási napokon 4; tanszünetben munkanapokon 1 indítás érinti. |                                                     |         | |
| ∫                                                               | Mezőkeresztes, körzeti iskola                       | ∫       | 3747, 4026, 4028 |
| ∫                                                               | Mezőkeresztes, Katona utca                          | ∫       | 3747, 4019, 4028 |
| ∫                                                               | Mezőkeresztes, óvoda                                | ∫       | 3747, 4019, 4028 |
| ∫                                                               | Mezőkeresztes, Szentistváni út vonalközi végállomás | ∫       | 3747, 4028 |
| ∫                                                               | Mezőkeresztes, óvoda                                | ∫       | 3747, 4019, 4028 |
| ∫                                                               | Mezőkeresztes, Katona utca                          | ∫       | 3747, 4019, 4028 |
| ∫                                                               | Mezőkeresztes, körzeti iskola                       | ∫       | 3747, 4026, 4028 |
| 14                                                              | Mezőkeresztes, bolt vonalközi végállomás            | 15.2 km | 3747, 4008, 4009, 4021, 4028 |
| 15                                                              | Mezőnagymihály, Kossuth utca 7.                     | 18.0 km | 3747, 4008, 4009, 4021, 4028 |
| 16                                                              | Mezőnagymihály, takarékszövetkezet                  | 18.5 km | 3747, 4008, 4009, 4021, 4028 |
| 17                                                              | Mezőnagymihály, bolt                                | 18.9 km | 3747, 4008, 4009, 4021, 4028 |
| 18                                                              | Mezőnagymihály, temető                              | 19.7 km | 3747, 4008, 4009, 4021, 4028 |
| 19                                                              | Gelej, temető                                       | 23.1 km | 3747, 4008, 4009, 4021, 4028 |
| 20                                                              | Gelej, községháza vonalközi végállomás              | 23.6 km | 3747, 4008, 4009, 4021, 4028 |
| 21                                                              | Gelej, Petőfi út 56.                                | 24.4 km | 4008, 4009, 4021, 4028 |
| 22                                                              | Mezőcsát, vásártér                                  | 33.0 km | 4008, 4009, 4021, 4028 |
| 23                                                              | Mezőcsát, autóbusz-váróterem végállomás             | 34.5 km | 3741, 3743, 3963, 3964, 3965, 3976, 4008, 4009, 4010, 4021, 4028 |